# Viljandi JK Tulevik
Viljandi Tulevik (offiziell Viljandi JK Tulevik) ist ein estnischer Fußballverein aus Viljandi. Die Mannschaft trägt ihre Heimspiele im 2.000 Zuschauer fassenden Viljandi Linnastaadion aus. Der Verein spielt seit 2023 in der Esiliiga B, der dritthöchsten estnischen Spielklasse.

## Vereinsgeschichte
In der Saison 1999 gelang mit der Vizemeisterschaft hinter dem FC Levadia Tallinn das beste Vereinsergebnis. Dies berechtigte zur Teilnahme am UEFA-Pokal. Tulevik traf hierbei in der Qualifikationsrunde auf das serbische Team FK Napredak Kruševac. Das Hinspiel in Kruševac ging mit 1:5 verloren. Im Rückspiel erreichte Tulevik ein 1:1 und schied somit aus dem Wettbewerb aus.
In der Saison 2005 belegte Tulevik den fünften Platz. In der Saison 2006 belegte die Mannschaft nach 36 Spieltagen den neunten und damit vorletzten Tabellenplatz. Fünf Siege und fünf Unentschieden standen hierbei 26 Niederlagen gegenüber. Die Mannschaft musste somit zwei Relegationsspiele gegen den Zweitplatzierten der Esiliiga JK Kalev Tallinn austragen. Nach einem 0:0 im Hinspiel in Tallinn, erreicht die Mannschaft beim Rückspiel im eigenen Stadion lediglich ein 1:1. Auf Grund der Auswärtstore-Regel hätte dies den Abstieg aus der Meistriliiga bedeutet. Durch die Fusion der beiden Klubs aus Tartu, Maag Tartu und Tammeka Tartu, wurde jedoch wieder ein Platz frei und somit verblieb Tulevik in der höchsten Spielklasse. Im Jahre 2010 wurde der siebte Platz erreicht, doch es folgte der Rückzug aus der höchsten Liga. Danach wurde zunächst in der II Liiga, der dritthöchsten Klasse, gespielt. Im Jahr 2014 gelang der Wiederaufstieg in die höchste Klasse, die aber in der folgenden Saison nicht gehalten werden konnte.

## Geschichte
- 1912 Gründung als Viljandi FK
- 1991 Umbenennung in Viljandi JK
- 1992 Umbenennung in JK Tulevik Viljandi

Estnischer Pokalfinalist: 1999, 2000
Estnischer Supercupfinalist: 2000

## Europapokalbilanz
| Saison    | Wettbewerb         | Runde         | Gegner               | Gesamt | Hin     | Rück    |
| --------- | ------------------ | ------------- | -------------------- | ------ | ------- | ------- |
| 1998      | UEFA Intertoto Cup | 1. Runde      | FC St. Gallen        | 3:9    | 2:3 (A) | 1:6 (H) |
| 1999/2000 | UEFA-Pokal         | Qualifikation | FC Brügge            | 0:5    | 0:3 (A) | 0:2 (H) |
| 2000/01   | UEFA-Pokal         | Qualifikation | FK Napredak Kruševac | 2:6    | 1:5 (A) | 1:1 (H) |

Gesamtbilanz: 6 Spiele, 1 Unentschieden, 5 Niederlagen, 5:20 Tore (Tordifferenz −15)